# Rapide-des-Cèdres
Rapide-des-Cèdres est un hameau du Québec situé à environ 5 km de Lebel-sur-Quévillon, sur la route 113.

## Histoire
Entre 1944 et 1946, les premiers campements forestiers sont établis dans le secteur du Rapide-des-Cèdres, par les compagnies Howard Smith et Canada Paper. Le secteur est ravitaillé depuis Senneterre, par barge sur la rivière Bell. Le hameau s'y développe aux abords de la rivière Bell à partir de 1948, alors que l'entrepreneur Jean-Baptiste Lebel y installe une scierie.
Dès 1950, le tronçon de chemin du fer Abitibi-Chibougamau est achevé dans le hameau de Beattyville à proximité, permettant de relier la petite communauté à la ville de Barraute. La même année, une route gravelée relie le hameau à Senneterre. Celle-ci est prolongée en 1956 vers Miquelon. En 1950 le hameau compte une dizaine de familles. Dix ans plus tard, il compte une quinzaine de familles, une école et une chapelle.
En 1964, la compagnie Domtar annonce la construction d'une nouvelle usine de pâtes et papiers dans la région de l'Abitibi. Matagami est d'abord sélectionnée, mais à la suite des représentations de Jean-Baptiste Lebel et du ministre des Terres et Forêts de l'époque, Lucien Cliche, la compagnie décide de fonder une nouvelle ville. Celle-ci, aux abords du lac Quévillon, se construit à quelques kilomètres du hameau. Rapide-des-Cèdres constitue alors le premier noyau de population, de ce qui deviendra en 1965 la ville de Lebel-sur-Quévillon.

## Toponymie
Le hameau est établi sur la rivière Bell et tire son nom d'un rapide situé à près d'un kilomètre de l'endroit, ainsi qu'à la présence de cèdres sur ce territoire.

## Personnalités associées
- Jean-Baptiste Lebel, entrepreneur forestier.
- Virginia Pésémapeo Bordeleau, artiste crie.